# Onésime sur le sentier de la guerre

Onésime sur le sentier de la guerre est un film muet français réalisé par Jean Durand et sorti en 1913.

## Fiche technique
- Autres titres : 
  - Onésime correspondant de guerre'
  - Onésime peau-rouge
- Réalisation : Jean Durand
- Société de production : Société des Établissements L. Gaumont
- Pays d'origine : France
- Format : Muet - Noir et blanc - 1,33:1 - 35 mm
- Métrage : 344 m
- Genre :  Comédie - Western
- Durée : inconnue
- Année de sortie : France : 1913

## Distribution
- Ernest Bourbon : Onésime
- Gaston Modot : Rivale
- Berthe Dagmar